# Volta a l'Algarve 2017
La Volta a l'Algarve 2017 fou la 43a edició de la Volta a l'Algarve. La cursa es disputà entre el 15 i el 19 de febrer de 2017, amb un recorregut de 770,2 km repartits entre un cinc etapes, una d'elles contrarellotge individual. La cursa formà part de l'UCI Europa Tour 2017, en la categoria 2.HC.
El vencedor final fou l'eslovè Primož Roglič (Team LottoNL-Jumbo), que s'imposà per vint-i-dos segons al polonès Michał Kwiatkowski (Team Sky) i per 55" al francès Tony Gallopin (Lotto Soudal). En les classificacions secundàries André Greipel (Lotto Soudal) guanyà la classificació per punts, Juan Felipe Osorio (Manzana Postobón Team) la de la muntanya i Tiesj Benoot (Lotto Soudal) la dels joves. El Astana Qazaqstan Team guanyà la classificació per equips.

## Equips
L'organització convidà a 24 equips a prendre part en aquesta cursa.
| WorldTeams (12)- Astana - Bora-Hansgrohe - Cannondale-Drapac - Dimension Data - FDJ - Katusha-Alpecin - Lotto NL-Jumbo - Movistar Team - Quick-Step Floors - Sky - Trek-Segafredo - Lotto-Soudal Equips continentals professionals (6)- Caja Rural-Seguros RGA - Cofidis, Solutions Crédits - Gazprom-RusVelo - Manzana Postobón - Roompot-Nederlandse Loterij - Wanty-Groupe Gobert Equips continentals (7)- Efapel - LA Alumínios-Metalusa-BlackJack - Louletano-Hospital de Loulé - Rally Cycling - RP-Boavista - Sporting-Tavira - W52-FC Porto |
| |

## Etapes
| Etapa    | Data      | Ciutats d'etapa        | type                      | Distància (km) | Vencedor de l'etapa          | Líder de la general     |
| -------- | --------- | ---------------------- | ------------------------- | -------------- | ---------------------------- | ----------------------- |
| 1a etapa | 15 de feb | Albufeira – Lagos      | etapa plana               | 182,9          | Fernando Gaviria Rendón      | Fernando Gaviria Rendón |
| 2a etapa | 16 de feb | Lagoa – Fóia           | etapa de mitja muntanya   | 189,3          | Daniel Martin                | Daniel Martin           |
| 3a etapa | 17 de feb | Sagres – Sagres        | contrarellotge individual | 18             | Jonathan Castroviejo Nicolás | Primož Roglič           |
| 4a etapa | 18 de feb | Almodôvar – Tavira     | etapa plana               | 203,4          | André Greipel                | Primož Roglič           |
| 5a etapa | 19 de feb | Loulé – Alto do Malhão | etapa de mitja muntanya   | 179,2          | Amaro Antunes                | Primož Roglič           |

### Etapa 1
| \| Classificació de l'etapa \| Classificació de l'etapa \| Classificació de l'etapa \| Classificació de l'etapa \| Classificació de l'etapa \| \| Corredor \| Corredor \| Equip \| Temps \| \| \| ------------------------ \| ------------------------ \| -------------------------- \| ------------------------ \| ------------------------ \| \| 1r \| Fernando Gaviria Rendón \| Quick-Step Floors \| 4h 28' 31" \| \| \| 2n \| André Greipel \| Lotto-Soudal \| + 0" \| \| \| 3r \| Nacer Bouhanni \| Cofidis, Solutions Crédits \| + 0" \| \| \| 4t \| Dylan Groenewegen \| LottoNL-Jumbo \| + 0" \| \| \| 5è \| John Degenkolb \| Trek-Segafredo \| + 0" \| \| \| 6è \| Baptiste Planckaert \| Katusha-Alpecin \| + 0" \| \| \| 7è \| Matteo Trentin \| Quick-Step Floors \| + 0" \| \| \| 8è \| Andrea Pasqualon \| Wanty-Groupe Gobert \| + 0" \| \| \| 9è \| Łukasz Wiśniowski \| Team Sky \| + 0" \| \| \| 10è \| Edvald Boasson Hagen \| Dimension Data \| + 0" \| \| |                         |                            |            |
| |                         |                            |            |
| |                         |                            |            |
| Classificació de l'etapa |                         |                            |            |
| Corredor | Corredor                | Equip                      | Temps      |
| 1r | Fernando Gaviria Rendón | Quick-Step Floors          | 4h 28' 31" |
| 2n | André Greipel           | Lotto-Soudal               | + 0"       |
| 3r | Nacer Bouhanni          | Cofidis, Solutions Crédits | + 0"       |
| 4t | Dylan Groenewegen       | LottoNL-Jumbo              | + 0"       |
| 5è | John Degenkolb          | Trek-Segafredo             | + 0"       |
| 6è | Baptiste Planckaert     | Katusha-Alpecin            | + 0"       |
| 7è | Matteo Trentin          | Quick-Step Floors          | + 0"       |
| 8è | Andrea Pasqualon        | Wanty-Groupe Gobert        | + 0"       |
| 9è | Łukasz Wiśniowski       | Team Sky                   | + 0"       |
| 10è | Edvald Boasson Hagen    | Dimension Data             | + 0"       |

| \| Classificació general \| Classificació general \| Classificació general \| Classificació general \| Classificació general \| \| Corredor \| Corredor \| Equip \| Temps \| \| \| --------------------- \| ----------------------- \| -------------------------- \| --------------------- \| --------------------- \| \| 1r \| Fernando Gaviria Rendón \| Quick-Step Floors \| 4h 28' 21" \| \| \| 2n \| Christoph Pfingsten \| Bora-Hansgrohe \| + 1" \| \| \| 3r \| André Greipel \| Lotto-Soudal \| + 4" \| \| \| 4t \| Justin Oien \| Caja Rural-Seguros RGA \| + 4" \| \| \| 5è \| Nacer Bouhanni \| Cofidis, Solutions Crédits \| + 6" \| \| \| 6è \| João Benta \| RP-Boavista \| + 8" \| \| \| 7è \| Dylan Groenewegen \| LottoNL-Jumbo \| + 10" \| \| \| 8è \| John Degenkolb \| Trek-Segafredo \| + 10" \| \| \| 9è \| Baptiste Planckaert \| Katusha-Alpecin \| + 10" \| \| \| 10è \| Matteo Trentin \| Quick-Step Floors \| + 10" \| \| |                         |                            |            |
| |                         |                            |            |
| |                         |                            |            |
| Classificació general |                         |                            |            |
| Corredor | Corredor                | Equip                      | Temps      |
| 1r | Fernando Gaviria Rendón | Quick-Step Floors          | 4h 28' 21" |
| 2n | Christoph Pfingsten     | Bora-Hansgrohe             | + 1"       |
| 3r | André Greipel           | Lotto-Soudal               | + 4"       |
| 4t | Justin Oien             | Caja Rural-Seguros RGA     | + 4"       |
| 5è | Nacer Bouhanni          | Cofidis, Solutions Crédits | + 6"       |
| 6è | João Benta              | RP-Boavista                | + 8"       |
| 7è | Dylan Groenewegen       | LottoNL-Jumbo              | + 10"      |
| 8è | John Degenkolb          | Trek-Segafredo             | + 10"      |
| 9è | Baptiste Planckaert     | Katusha-Alpecin            | + 10"      |
| 10è | Matteo Trentin          | Quick-Step Floors          | + 10"      |

### Etapa 2
| \| Classificació de l'etapa \| Classificació de l'etapa \| Classificació de l'etapa \| Classificació de l'etapa \| Classificació de l'etapa \| \| Corredor \| Corredor \| Equip \| Temps \| \| \| ------------------------ \| ---------------------------- \| ------------------------------- \| ------------------------ \| ------------------------ \| \| 1r \| Daniel Martin \| Quick-Step Floors \| 4h 46' 35" \| \| \| 2n \| Primož Roglič \| LottoNL-Jumbo \| + 0" \| \| \| 3r \| Michał Kwiatkowski \| Team Sky \| + 20" \| \| \| 4t \| Amaro Antunes \| W52-FC Porto \| DQ \| \| \| 5è \| Rinaldo Nocentini \| Sporting-Tavira \| + 33" \| \| \| 6è \| Luis León Sánchez Gil \| Astana \| + 35" \| \| \| 7è \| Jonathan Castroviejo Nicolás \| Movistar Team \| + 35" \| \| \| 8è \| Tony Gallopin \| Lotto-Soudal \| + 35" \| \| \| 9è \| Edgar Pinto \| LA Aluminios-Metalusa-BlackJack \| + 35" \| \| \| 10è \| Tiesj Benoot \| Lotto-Soudal \| + 46" \| \| |                              |                                 |            |
| |                              |                                 |            |
| |                              |                                 |            |
| Classificació de l'etapa |                              |                                 |            |
| Corredor | Corredor                     | Equip                           | Temps      |
| 1r | Daniel Martin                | Quick-Step Floors               | 4h 46' 35" |
| 2n | Primož Roglič                | LottoNL-Jumbo                   | + 0"       |
| 3r | Michał Kwiatkowski           | Team Sky                        | + 20"      |
| 4t | Amaro Antunes                | W52-FC Porto                    | DQ         |
| 5è | Rinaldo Nocentini            | Sporting-Tavira                 | + 33"      |
| 6è | Luis León Sánchez Gil        | Astana                          | + 35"      |
| 7è | Jonathan Castroviejo Nicolás | Movistar Team                   | + 35"      |
| 8è | Tony Gallopin                | Lotto-Soudal                    | + 35"      |
| 9è | Edgar Pinto                  | LA Aluminios-Metalusa-BlackJack | + 35"      |
| 10è | Tiesj Benoot                 | Lotto-Soudal                    | + 46"      |

| \| Classificació general \| Classificació general \| Classificació general \| Classificació general \| Classificació general \| \| Corredor \| Corredor \| Equip \| Temps \| \| \| --------------------- \| ---------------------------- \| ------------------------------- \| --------------------- \| --------------------- \| \| 1r \| Daniel Martin \| Quick-Step Floors \| 9h 14' 56" \| \| \| 2n \| Primož Roglič \| LottoNL-Jumbo \| + 4" \| \| \| 3r \| Michał Kwiatkowski \| Team Sky \| + 26" \| \| \| 4t \| Amaro Antunes \| W52-FC Porto \| DQ \| \| \| 5è \| Tony Gallopin \| Lotto-Soudal \| + 43" \| \| \| 6è \| Rinaldo Nocentini \| Sporting-Tavira \| + 43" \| \| \| 7è \| Luis León Sánchez Gil \| Astana \| + 45" \| \| \| 8è \| Edgar Pinto \| LA Aluminios-Metalusa-BlackJack \| + 45" \| \| \| 9è \| Jonathan Castroviejo Nicolás \| Movistar Team \| + 45" \| \| \| 10è \| Tiesj Benoot \| Lotto-Soudal \| + 56" \| \| |                              |                                 |            |
| |                              |                                 |            |
| |                              |                                 |            |
| Classificació general |                              |                                 |            |
| Corredor | Corredor                     | Equip                           | Temps      |
| 1r | Daniel Martin                | Quick-Step Floors               | 9h 14' 56" |
| 2n | Primož Roglič                | LottoNL-Jumbo                   | + 4"       |
| 3r | Michał Kwiatkowski           | Team Sky                        | + 26"      |
| 4t | Amaro Antunes                | W52-FC Porto                    | DQ         |
| 5è | Tony Gallopin                | Lotto-Soudal                    | + 43"      |
| 6è | Rinaldo Nocentini            | Sporting-Tavira                 | + 43"      |
| 7è | Luis León Sánchez Gil        | Astana                          | + 45"      |
| 8è | Edgar Pinto                  | LA Aluminios-Metalusa-BlackJack | + 45"      |
| 9è | Jonathan Castroviejo Nicolás | Movistar Team                   | + 45"      |
| 10è | Tiesj Benoot                 | Lotto-Soudal                    | + 56"      |

### Etapa 3
| \| Classificació de l'etapa \| Classificació de l'etapa \| Classificació de l'etapa \| Classificació de l'etapa \| Classificació de l'etapa \| \| Corredor \| Corredor \| Equip \| Temps \| \| \| ------------------------ \| ---------------------------- \| ------------------------ \| ------------------------ \| ------------------------ \| \| 1r \| Jonathan Castroviejo Nicolás \| Movistar Team \| 21' 24" \| \| \| 2n \| Tony Martin \| Katusha-Alpecin \| + 4" \| \| \| 3r \| Primož Roglič \| LottoNL-Jumbo \| + 5" \| \| \| 4t \| Michał Kwiatkowski \| Team Sky \| + 5" \| \| \| 5è \| Lars Boom \| LottoNL-Jumbo \| + 11" \| \| \| 6è \| Arnaud Démare \| FDJ \| + 12" \| \| \| 7è \| Alex Dowsett \| Movistar Team \| + 16" \| \| \| 8è \| Edvald Boasson Hagen \| Dimension Data \| + 20" \| \| \| 9è \| Nélson Oliveira \| Movistar Team \| + 20" \| \| \| 10è \| Tony Gallopin \| Lotto-Soudal \| + 21" \| \| |                              |                 |         |
| |                              |                 |         |
| |                              |                 |         |
| Classificació de l'etapa |                              |                 |         |
| Corredor | Corredor                     | Equip           | Temps   |
| 1r | Jonathan Castroviejo Nicolás | Movistar Team   | 21' 24" |
| 2n | Tony Martin                  | Katusha-Alpecin | + 4"    |
| 3r | Primož Roglič                | LottoNL-Jumbo   | + 5"    |
| 4t | Michał Kwiatkowski           | Team Sky        | + 5"    |
| 5è | Lars Boom                    | LottoNL-Jumbo   | + 11"   |
| 6è | Arnaud Démare                | FDJ             | + 12"   |
| 7è | Alex Dowsett                 | Movistar Team   | + 16"   |
| 8è | Edvald Boasson Hagen         | Dimension Data  | + 20"   |
| 9è | Nélson Oliveira              | Movistar Team   | + 20"   |
| 10è | Tony Gallopin                | Lotto-Soudal    | + 21"   |

| \| Classificació general \| Classificació general \| Classificació general \| Classificació general \| Classificació general \| \| Corredor \| Corredor \| Equip \| Temps \| \| \| --------------------- \| ---------------------------- \| --------------------- \| --------------------- \| --------------------- \| \| 1r \| Primož Roglič \| LottoNL-Jumbo \| 9h 36' 29" \| \| \| 2n \| Michał Kwiatkowski \| Team Sky \| + 22" \| \| \| 3r \| Jonathan Castroviejo Nicolás \| Movistar Team \| + 36" \| \| \| 4t \| Tony Gallopin \| Lotto-Soudal \| + 55" \| \| \| 5è \| Luis León Sánchez Gil \| Astana \| + 59" \| \| \| 6è \| Daniel Martin \| Quick-Step Floors \| + 1' 31" \| \| \| 7è \| Tony Martin \| Katusha-Alpecin \| + 1' 40" \| \| \| 8è \| Tiesj Benoot \| Lotto-Soudal \| + 1' 49" \| \| \| 9è \| Amaro Antunes \| W52-FC Porto \| DQ \| \| \| 10è \| Rinaldo Nocentini \| Sporting-Tavira \| + 1' 56" \| \| |                              |                   |            |
| |                              |                   |            |
| |                              |                   |            |
| Classificació general |                              |                   |            |
| Corredor | Corredor                     | Equip             | Temps      |
| 1r | Primož Roglič                | LottoNL-Jumbo     | 9h 36' 29" |
| 2n | Michał Kwiatkowski           | Team Sky          | + 22"      |
| 3r | Jonathan Castroviejo Nicolás | Movistar Team     | + 36"      |
| 4t | Tony Gallopin                | Lotto-Soudal      | + 55"      |
| 5è | Luis León Sánchez Gil        | Astana            | + 59"      |
| 6è | Daniel Martin                | Quick-Step Floors | + 1' 31"   |
| 7è | Tony Martin                  | Katusha-Alpecin   | + 1' 40"   |
| 8è | Tiesj Benoot                 | Lotto-Soudal      | + 1' 49"   |
| 9è | Amaro Antunes                | W52-FC Porto      | DQ         |
| 10è | Rinaldo Nocentini            | Sporting-Tavira   | + 1' 56"   |

### Etapa 4
| \| Classificació de l'etapa \| Classificació de l'etapa \| Classificació de l'etapa \| Classificació de l'etapa \| Classificació de l'etapa \| \| Corredor \| Corredor \| Equip \| Temps \| \| \| ------------------------ \| ------------------------ \| -------------------------- \| ------------------------ \| ------------------------ \| \| 1r \| André Greipel \| Lotto-Soudal \| 4h 57' 51" \| \| \| 2n \| John Degenkolb \| Trek-Segafredo \| + 0" \| \| \| 3r \| Dylan Groenewegen \| LottoNL-Jumbo \| + 0" \| \| \| 4t \| Arnaud Démare \| FDJ \| + 0" \| \| \| 5è \| Jasper Stuyven \| Trek-Segafredo \| + 0" \| \| \| 6è \| Andrea Pasqualon \| Wanty-Groupe Gobert \| + 0" \| \| \| 7è \| Fernando Gaviria Rendón \| Quick-Step Floors \| + 0" \| \| \| 8è \| Nacer Bouhanni \| Cofidis, Solutions Crédits \| + 0" \| \| \| 9è \| Michael Schwarzmann \| Bora-Hansgrohe \| + 0" \| \| \| 10è \| Edvald Boasson Hagen \| Dimension Data \| + 0" \| \| |                         |                            |            |
| |                         |                            |            |
| |                         |                            |            |
| Classificació de l'etapa |                         |                            |            |
| Corredor | Corredor                | Equip                      | Temps      |
| 1r | André Greipel           | Lotto-Soudal               | 4h 57' 51" |
| 2n | John Degenkolb          | Trek-Segafredo             | + 0"       |
| 3r | Dylan Groenewegen       | LottoNL-Jumbo              | + 0"       |
| 4t | Arnaud Démare           | FDJ                        | + 0"       |
| 5è | Jasper Stuyven          | Trek-Segafredo             | + 0"       |
| 6è | Andrea Pasqualon        | Wanty-Groupe Gobert        | + 0"       |
| 7è | Fernando Gaviria Rendón | Quick-Step Floors          | + 0"       |
| 8è | Nacer Bouhanni          | Cofidis, Solutions Crédits | + 0"       |
| 9è | Michael Schwarzmann     | Bora-Hansgrohe             | + 0"       |
| 10è | Edvald Boasson Hagen    | Dimension Data             | + 0"       |

| \| Classificació general \| Classificació general \| Classificació general \| Classificació general \| Classificació general \| \| Corredor \| Corredor \| Equip \| Temps \| \| \| --------------------- \| ---------------------------- \| --------------------- \| --------------------- \| --------------------- \| \| 1r \| Primož Roglič \| LottoNL-Jumbo \| 14h 34' 20" \| \| \| 2n \| Michał Kwiatkowski \| Team Sky \| + 22" \| \| \| 3r \| Jonathan Castroviejo Nicolás \| Movistar Team \| + 36" \| \| \| 4t \| Tony Gallopin \| Lotto-Soudal \| + 55" \| \| \| 5è \| Luis León Sánchez Gil \| Astana \| + 59" \| \| \| 6è \| Daniel Martin \| Quick-Step Floors \| + 1' 31" \| \| \| 7è \| Tony Martin \| Katusha-Alpecin \| + 1' 40" \| \| \| 8è \| Tiesj Benoot \| Lotto-Soudal \| + 1' 49" \| \| \| 9è \| Amaro Antunes \| W52-FC Porto \| DQ \| \| \| 10è \| Rinaldo Nocentini \| Sporting-Tavira \| + 1' 56" \| \| |                              |                   |             |
| |                              |                   |             |
| |                              |                   |             |
| Classificació general |                              |                   |             |
| Corredor | Corredor                     | Equip             | Temps       |
| 1r | Primož Roglič                | LottoNL-Jumbo     | 14h 34' 20" |
| 2n | Michał Kwiatkowski           | Team Sky          | + 22"       |
| 3r | Jonathan Castroviejo Nicolás | Movistar Team     | + 36"       |
| 4t | Tony Gallopin                | Lotto-Soudal      | + 55"       |
| 5è | Luis León Sánchez Gil        | Astana            | + 59"       |
| 6è | Daniel Martin                | Quick-Step Floors | + 1' 31"    |
| 7è | Tony Martin                  | Katusha-Alpecin   | + 1' 40"    |
| 8è | Tiesj Benoot                 | Lotto-Soudal      | + 1' 49"    |
| 9è | Amaro Antunes                | W52-FC Porto      | DQ          |
| 10è | Rinaldo Nocentini            | Sporting-Tavira   | + 1' 56"    |

### Etapa 5
| \| Classificació de l'etapa \| Classificació de l'etapa \| Classificació de l'etapa \| Classificació de l'etapa \| Classificació de l'etapa \| \| Corredor \| Corredor \| Equip \| Temps \| \| \| ------------------------ \| ------------------------------ \| --------------------------- \| ------------------------ \| ------------------------ \| \| 1r \| Amaro Antunes \| W52-FC Porto \| DQ \| \| \| 2n \| Vicente García de Mateos Rubio \| Louletano-Hospital de Loulé \| + 12" \| \| \| 3r \| Tiesj Benoot \| Lotto-Soudal \| + 12" \| \| \| 4t \| Michał Kwiatkowski \| Team Sky \| + 15" \| \| \| 5è \| Primož Roglič \| LottoNL-Jumbo \| + 15" \| \| \| 6è \| Rinaldo Nocentini \| Sporting-Tavira \| + 15" \| \| \| 7è \| Jaime Rosón García \| Caja Rural-Seguros RGA \| + 15" \| \| \| 8è \| Luis León Sánchez Gil \| Astana \| + 15" \| \| \| 9è \| Tony Gallopin \| Lotto-Soudal \| + 15" \| \| \| 10è \| David de la Fuente Rasilla \| Louletano-Hospital de Loulé \| + 15" \| \| |                                |                             |       |
| |                                |                             |       |
| |                                |                             |       |
| Classificació de l'etapa |                                |                             |       |
| Corredor | Corredor                       | Equip                       | Temps |
| 1r | Amaro Antunes                  | W52-FC Porto                | DQ    |
| 2n | Vicente García de Mateos Rubio | Louletano-Hospital de Loulé | + 12" |
| 3r | Tiesj Benoot                   | Lotto-Soudal                | + 12" |
| 4t | Michał Kwiatkowski             | Team Sky                    | + 15" |
| 5è | Primož Roglič                  | LottoNL-Jumbo               | + 15" |
| 6è | Rinaldo Nocentini              | Sporting-Tavira             | + 15" |
| 7è | Jaime Rosón García             | Caja Rural-Seguros RGA      | + 15" |
| 8è | Luis León Sánchez Gil          | Astana                      | + 15" |
| 9è | Tony Gallopin                  | Lotto-Soudal                | + 15" |
| 10è | David de la Fuente Rasilla     | Louletano-Hospital de Loulé | + 15" |

## Classificació final
| \| Classificació general \| Classificació general \| Classificació general \| Classificació general \| Classificació general \| \| Corredor \| Corredor \| Equip \| Temps \| \| \| --------------------- \| ----------------------------- \| ------------------------------- \| --------------------- \| --------------------- \| \| 1r \| Primož Roglič \| LottoNL-Jumbo \| 19h 04' 03" \| \| \| 2n \| Michał Kwiatkowski \| Team Sky \| + 22" \| \| \| 3r \| Tony Gallopin \| Lotto-Soudal \| + 55" \| \| \| 4t \| Luis León Sánchez Gil \| Astana \| + 59" \| \| \| 5è \| Amaro Antunes \| W52-FC Porto \| DQ \| \| \| 6è \| Daniel Martin \| Quick-Step Floors \| + 1' 36" \| \| \| 7è \| Jonathan Castroviejo Nicolás \| Movistar Team \| + 1' 40" \| \| \| 8è \| Tiesj Benoot \| Lotto-Soudal \| + 1' 42" \| \| \| 9è \| Rinaldo Nocentini \| Sporting-Tavira \| + 1' 56" \| \| \| 10è \| Edgar Pinto \| LA Aluminios-Metalusa-BlackJack \| + 2' 19" \| \| \| 11è \| Tony Martin \| Katusha-Alpecin \| + 2' 38" \| \| \| 12è \| Simon Špilak \| Katusha-Alpecin \| + 2' 41" \| \| \| 13è \| Alejandro Marque Porto \| Sporting-Tavira \| + 2' 46" \| \| \| 14è \| Davide Villella \| Cannondale-Drapac \| + 2' 50" \| \| \| 15è \| Peio Bilbao López de Armentia \| Astana \| + 3' 13" \| \| |                               |                                 |             |
| |                               |                                 |             |
| Font: ProCyclingStats |                               |                                 |             |
| Classificació general |                               |                                 |             |
| Corredor | Corredor                      | Equip                           | Temps       |
| 1r | Primož Roglič                 | LottoNL-Jumbo                   | 19h 04' 03" |
| 2n | Michał Kwiatkowski            | Team Sky                        | + 22"       |
| 3r | Tony Gallopin                 | Lotto-Soudal                    | + 55"       |
| 4t | Luis León Sánchez Gil         | Astana                          | + 59"       |
| 5è | Amaro Antunes                 | W52-FC Porto                    | DQ          |
| 6è | Daniel Martin                 | Quick-Step Floors               | + 1' 36"    |
| 7è | Jonathan Castroviejo Nicolás  | Movistar Team                   | + 1' 40"    |
| 8è | Tiesj Benoot                  | Lotto-Soudal                    | + 1' 42"    |
| 9è | Rinaldo Nocentini             | Sporting-Tavira                 | + 1' 56"    |
| 10è | Edgar Pinto                   | LA Aluminios-Metalusa-BlackJack | + 2' 19"    |
| 11è | Tony Martin                   | Katusha-Alpecin                 | + 2' 38"    |
| 12è | Simon Špilak                  | Katusha-Alpecin                 | + 2' 41"    |
| 13è | Alejandro Marque Porto        | Sporting-Tavira                 | + 2' 46"    |
| 14è | Davide Villella               | Cannondale-Drapac               | + 2' 50"    |
| 15è | Peio Bilbao López de Armentia | Astana                          | + 3' 13"    |

## Evolució de les classificacions
| Etapa | Vencedor             | Classificació general | Classificació de la muntanya | Classificació dels esprints | Classificació per punts | Classificació per equips |
| ----- | -------------------- | --------------------- | ---------------------------- | --------------------------- | ----------------------- | ------------------------ |
| 1     | Fernando Gaviria     | Fernando Gaviria      | Adam de Vos                  | Fernando Gaviria            | Fernando Gaviria        | Quick-Step Floors        |
| 2     | Dan Martin           | Dan Martin            | Dan Martin                   | Tiesj Benoot                | Dan Martin              | Astana Qazaqstan Team    |
| 3     | Jonathan Castroviejo | Primož Roglič         | Dan Martin                   | Tiesj Benoot                | Dan Martin              | Movistar Team            |
| 4     | André Greipel        | Primož Roglič         | Dan Martin                   | Tiesj Benoot                | André Greipel           | Movistar Team            |
| 5     | Amaro Antunes        | Primož Roglič         | Juan Felipe Osorio           | Tiesj Benoot                | André Greipel           | Astana Qazaqstan Team    |
| Final | Final                | Primož Roglič         | Juan Felipe Osorio           | Tiesj Benoot                | André Greipel           | Astana Qazaqstan Team    |